# Пальєозеро
Па́льєозеро — озеро в Кондопозькому районі Республіки Карелія.

## Загальний опис
Озеро являє собою котловину тектонічного походження. Озеро витягнуте з півночі на південь. Береги високі, скелясті та піщані.Посеред озера розташований острів Великий. Загальна кількість островів на озері - вісім, загальною площею 5,6 км². Дно вкрите мулом, біля берегів ґрунти кам'янисті та піщані.
В озеро втікають ріки Талпус і Ельмус. Після побудови Кондопозької ГЕС в Пальєозеро по дериваційному каналу (Піонерський канал) скидають води ріки Суна, а саме озеро стало Пальєозерським водосховищем. Витікає ріка Ніва в північній частині озера.
Замерзає в листопаді-грудні, скресає в квітні-травні.
В озері водяться: сіг, харіус, щука, окунь, плотва, ряпушка, судак, лящ.
Використовується як водосховище для гідрорегулювання в системі Сунських ГЕС, слугує приймачем комунально-побутових стічних вод селища Гірвас.
Паралельно східному берегу Пальєозера проходить автомобільна траса E105. На березі озера знаходиться один населений пункт-село Святнаволок.

Панорама